# Карвенд
Карвенд (азерб. Qərvənd) — село в Довлетярлинской административно-территориальной единице Физулинского района Азербайджана, расположенное на южных склонах Карабахского хребта, в 7 км к востоку от города Физули.

## Топонимика
Некоторые исследователи отмечают, что название села происходит от названия племени карвендляр, являвшегося ветвью племени кебирли. Другие исследователи полагают, что ойконим Карвенд связан с племенем Герайвенд, состоящего из собственного имени Герай и слова венд (в переводе с иранских языков — «ребёнок, поколение») и означающего «поколение Герая».

## История
В годы Российской империи село Каривенд входило в состав Джебраильского уезда Елизаветпольской губернии.
В советские годы село было расположено в составе Физулинского района Азербайджанской ССР. В результате Первой карабахской войны в августе 1993 года перешло под контроль непризнанной Нагорно-Карабахской Республики.
В ходе военной операции в Нагорном Карабахе 27 сентября 2020 года населенный пункт, по данным Министерства обороны Азербайджана, был взят под контроль ВС Азербайджана.

## Население
По данным «Свода статистических данных о населении Закавказского края, извлеченных из посемейных списков 1886 года» в селе Каривенд Караханбеглинского сельского округа Джебраильского уезда Елизаветпольской губернии было 40 дымов и проживало 274 азербайджанца (указаны как «татары»), которые были шиитами по вероисповеданию, из них 16 были беками, 9 — представителями духовенства, остальные — крестьянами.